# Misterioso omicidio a Manhattan
Misterioso omicidio a Manhattan (Manhattan Murder Mystery) è un film del 1993 scritto, diretto ed interpretato da Woody Allen.
Il film è un giallo classico, ma elegantemente improntato alla commedia, grazie al caustico ma garbato umorismo di Allen, e ricco di citazioni cinefile.
La pellicola segna un ritorno al comico puro per il regista newyorkese, sullo stile meditato e personale di Broadway Danny Rose (1984); il ritorno alle "origini" è segnato anche dalla presenza di Diane Keaton, partner sullo schermo, e dello sceneggiatore Marshall Brickman, con il quale Allen ha firmato alcuni dei suoi lavori più celebri, tra i quali Io e Annie (1977) e Manhattan (1979), ultimi due film con la Keaton prima della fine della loro relazione (fatta eccezione per l'apparizione dell'attrice nel finale di Radio Days, 1987).
Il film può essere considerato una sorta di sequel non dichiarato del precedente Io e Annie per vari motivi: il soggetto di Misterioso omicidio a Manhattan faceva parte del soggetto iniziale scritto da Allen e Brickman per Io e Annie (successivamente venne tagliato); dopo molti anni lo stesso Brickman è tornato a collaborare con Allen nella stesura della sceneggiatura definitiva; Allen ha scritturato per la parte femminile la stessa Keaton.

## Trama
L'agente editoriale Larry Lipton e sua moglie Carol fanno casuale conoscenza in ascensore con i loro vicini di appartamento, Paul e Lillian House, una benestante coppia di mezza età, senza figli. La sera successiva, rientrando nel loro appartamento, i Lipton scoprono che Lillian House è appena deceduta in casa, apparentemente colpita da un infarto.
Nei giorni seguenti Carol, ripensando a diversi particolari notati durante la serata dagli House e nella successiva visita di condoglianze al vedovo, e notando un atteggiamento troppo sereno da parte di Paul House malgrado il recente lutto, inizia a sospettare che l'improvviso decesso della donna non sia da ricondursi a cause naturali, ma che il marito possa essere colpevole di uxoricidio.
Carol inizia a indagare per conto suo sulla misteriosa faccenda, seguendo i movimenti di Paul House e riuscendo addirittura a introdursi nel suo appartamento alla ricerca di prove, sostenuta dall'entusiasmo dell'amico scrittore Ted. Malgrado l'iniziale scetticismo del marito, Carol riesce a poco a poco a coinvolgere anche il riluttante Larry, che a sua volta trascina nell'indagine una sua cliente, la sagace scrittrice Marcia Fox.
Dopo diversi appostamenti e avventurosi pedinamenti, i quattro amici risolveranno il mistero: la donna, morta effettivamente per infarto, in realtà è la ricca sorella di Lillian, che non aveva indicato i coniugi nel proprio testamento.

## Citazioni
Il film è ricco di citazioni cinefile, una pratica frequente nel cinema di Allen, che rende omaggio a diversi capolavori dell'epoca d'oro di Hollywood. I riferimenti, più o meno espliciti, sono a La fiamma del peccato di Billy Wilder, il film preferito da Allen da adolescente, La finestra sul cortile e La donna che visse due volte di Alfred Hitchcock e La signora di Shanghai di Orson Welles, di cui appare un'intera sequenza alla fine del film, e dal quale vengono riprese alcune battute.
Oltre a queste citazioni più esplicite, il film contiene riferimenti anche al regista Alain Resnais (del quale viene citato il celebre L'anno scorso a Marienbad) e agli attori Humphrey Bogart, Peter Lorre (con riferimento al film Casablanca), Bing Crosby e Bob Hope.

## Cast
- Nel film appare per la prima volta sul grande schermo Zach Braff, nel ruolo di Nick, figlio di Larry e Carol Lipton; la sua parte prevede lo scambio di alcune battute con i genitori, mentre celebrano il suo compleanno con un pranzo nel famoso ristorante newyorkese "21" e vi incontrano Marcia Fox.